# Villiers-les-Hauts
Villiers-les-Hauts är en kommun i departementet Yonne i regionen Bourgogne-Franche-Comté i norra Frankrike. Kommunen ligger i kantonen Ancy-le-Franc som tillhör arrondissementet Avallon. År 2022 hade Villiers-les-Hauts 125 invånare.

## Befolkningsutveckling
Antalet invånare i kommunen Villiers-les-Hauts
| Referens: INSEE |